# Płośnica
Płośnica (Duits: Heinrichsdorf) is een dorp in de Poolse woiwodschap Ermland-Mazurië. De plaats maakt deel uit van de gemeente Płośnica en telt 990 inwoners.